# Józef Antoni Potocki
Józef Antoni Potocki herbu Lubicz – pisarz kijowski w latach 1725–1757, regent grodzki kijowski.
Poseł sejmiku kijowskiego na sejm konwokacyjny 1733 roku. Był członkiem konfederacji generalnej zawiązanej 27 kwietnia 1733 roku na tym sejmie. Jako deputat z województwa kijowskiego podpisał pacta conventa Stanisława Leszczyńskiego w 1733 roku.